# Джульєтта (супутник)

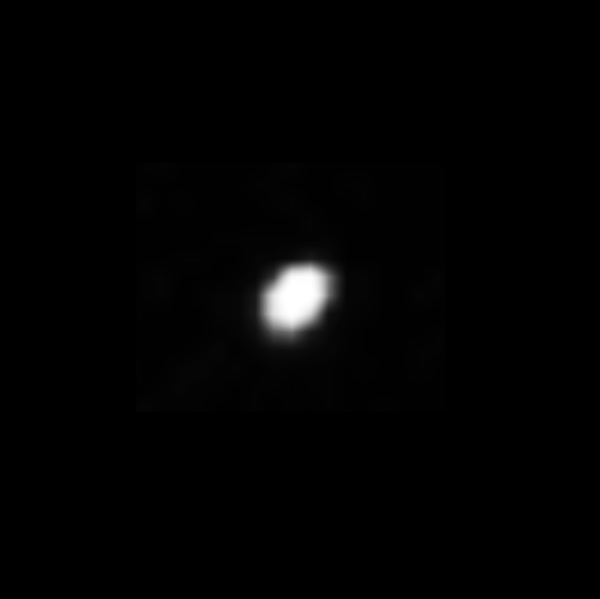

Джульєтта, або Джульєта, також Джуліета – внутрішній супутник Урана. Його названо на честь героїні п’єси Вільяма Шекспіра «Ромео і Джульєтта». Також відомий під назвою Уран XI.
Джульєтту було відкрито під час вивчення знімків, отриманих «Вояджером-2» 3 січня 1986 року. Супутнику було присвоєно тимчасову назву S/1986 U 2.
Виходячи зі світлових кривих та прямих знімків, можна припустити, що Джульєтта має дуже витягнуту форму. Про цей супутник не відомо майже нічого, окрім розміру та орбітальних характеристик.